# Lubambo Musonda
Lubambo Musonda (Zambia, 1995. március 1. –) zambiai válogatott labdarúgó, jelenleg az Ulisz Jerevan játékosa.